# Monocentrus dolosus
Monocentrus dolosus är en insektsart som beskrevs av Boulard 1971. Monocentrus dolosus ingår i släktet Monocentrus och familjen hornstritar. Inga underarter finns listade i Catalogue of Life.